# Okręg wyborczy Newport (Kornwalia)
Okręg wyborczy Newport (Kornwalia) – powstał w 1529 r. i wysyłał do angielskiej, a następnie brytyjskiej, Izby Gmin dwóch deputowanych. Okręg obejmował miasto Newport w Kornwalii. Został zlikwidowany w 1832 r.

## Deputowani do brytyjskiej Izby Gmin z okręgu Newport, Kornwalia

### Deputowani w latach 1529-1660
- 1571: Sampson Lennard
- 1601: Tobie Matthew
- 1604–1611: Edward Seymour
- 1604–1611: Robert Killigrew
- 1621–1622: Robert Killigrew
- 1621–1622: Edward Barrett
- 1624: John Eliot
- 1626–1629: Christopher Yelverton
- 1628: John Wolstenholme
- 1640–1644: Richard Edgcumbe
- 1640: John Maynard
- 1647–1648: Philip Perceval
- 1647: Nicholas Leach
- 1648: William Prynne
- 1648: Alexander Pym
- 1659: John Glanville
- 1659: William Morice

### Deputowani w latach 1660–1832
- 1660–1662: Francis Drake
- 1660–1660: William Morice
- 1660–1661: Laurence Hyde
- 1661–1678: John Speccot
- 1662–1667: Piers Edgcumbe
- 1667–1679: Nicholas Morice
- 1678–1685: Ambrose Manaton
- 1679–1679: John Coryton
- 1679–1681: William Coryton
- 1681–1689: William Morice
- 1685–1695: John Speccot
- 1689–1690: William Morice
- 1690–1690: Charles Cheyne, 1. wicehrabia Newhaven
- 1690–1699: John Morice
- 1695–1698: Charles Cheyne, 1. wicehrabia Newhaven
- 1698–1701: John Granville
- 1699–1701: Francis Stratford
- 1701–1701: John Prideaux
- 1701–1702: William Pole
- 1701–1707: John Spark
- 1702–1726: Nicholas Morice
- 1707–1708: John Pole
- 1708–1710: William Pole
- 1710–1713: George Courtenay
- 1713–1722: Humphry Morice
- 1722–1722: William Pole
- 1722–1727: John Morice
- 1726–1740: Thomas Herbert
- 1727–1734: William Morice
- 1734–1741: John Molesworth
- 1740–1754: Nicholas Herbert
- 1741–1754: Thomas Bury
- 1754–1761: John Lee
- 1754–1756: Edward Bacon
- 1756–1780: Richard Bull
- 1761–1770: William de Grey
- 1770–1774: Richard Henry Alexander Bennett
- 1774–1774: Humphrey Morice
- 1774–1780: John Frederick
- 1780–1784: James Maitland, wicehrabia Maitland
- 1780–1785: John Coghill
- 1784–1790: John Riggs Miller
- 1785–1790: William Mitford
- 1790–1796: William Feilding, wicehrabia Feilding
- 1790–1796: Charles Rainsford
- 1796–1826: William Northey, torysi
- 1796–1803: Joseph Richardson
- 1803–1812: Edward Morris, wigowie
- 1812–1831: Jonathan Raine, torysi
- 1826–1829: Charles Bertie Percy, torysi
- 1829–1830: William Vesey-FitzGerald, torysi
- 1830–1830: John Doherty, torysi
- 1830–1832: Henry Hardinge, torysi
- 1831–1832: James Grimston, wicehrabia Grimston, torysi